# Why Don't We Fall In Love
"Why Don't We Fall In Love" är en R&B-låt framförd av den amerikanska sångerskan Amerie, komponerad av Rich Harrison till Ameries debutalbum All I Have (2002).
"Why Don't We Fall In Love" är en retro-inspirerad Hip Hop Soul låt som innehåller både blås- och stråkinstrument. Låten handlar om att ta vara på alla tillfällen eftersom morgondagen inte är garanterad. I en vers sjunger Amerie; "Baby come with me, cause tomorrow ain't really guaranteed". I en intervju förklarade Harrison att han såg chansen att skapa något för R&B-lyssnarna på grund av Ameries ljusa syn på livet. "Hjärtkross och lidande har gjorts förut, och det har gjorts bra, men jag tycker det är dags att visa en annan sida av 'urbana' kvinnor".
"Why Don't We Fall In Love" släpptes som den ledande singeln från Ameries, vid tidpunkten, kommande album och blev på så vis sångerskans debut. Singeln fick främst positiv kritik av musikrecensenter och beskrevs med ord som "fängslande", "lättsam" och "söt".  Singeln släpptes i Oceanien den 20 september 2002 och i Europa den 7 oktober. Singeln blev en obefintlig framgång i båda territorierna. Bättre gick det i USA där den släpptes först den 8 juli 2003. "Why Don't We Fall In Love" blev en stor framgång på den amerikanska R&B-marknaden. Där tog sig singeln till en 9:e plats på Billboards Hot R&B/Hip-Hop Songs och till en 15:e plats på förgreningslistan Rhythmic Top 40. Utöver detta tog sig spåret även till en 23:e plats på Billboard Hot 100 samt till en 3:e plats på Hot Dance Singles Sales.
I Novembers utgåva av Jet Magazine rankades låten på en 11:e plats på deras Jet Top 20 Singles, en plats högre än R&B-rivalen Ashanti, som rankades på en 12:e plats med hennes hit "Baby".
En Musikvideo till singeln regisserades av Benny Boom.

## Format och innehållsförteckningar
| - Amerikansk dubbel A-sida 1. "Why Don't We Fall in Love" (Album Version) – 2:39 2. "Got to Be There" – 3:01 - Brittisk/Australiensisk CD-singel 1. "Why Don't We Fall in Love" (Album Version) – 2:39 2. "Why Don't We Fall in Love" (Main Mix featuring Ludacris) – 3:33 3. "Why Don't We Fall in Love" (Richcraft Remix) – 3:36 4. "Why Don't We Fall in Love" (Instrumental) – 2:48 5. "Why Don't We Fall in Love" (Main Mix - A Capella featuring Ludacris) – 3:26 | - Brittisk "12-singel A-sida 1. "Why Don't We Fall in Love" (Main Mix featuring Ludacris) – 3:33 2. "Why Don't We Fall in Love" (Album Version) – 2:39 3. "Why Don't We Fall in Love" (Instrumental) – 2:48 B-sida 1. "Why Don't We Fall in Love" (Richcraft Remix) – 3:36 2. "Why Don't We Fall in Love" (Richcraft Remix Instrumental) – 3:35 |

## Listor
| Lista (2002)                                  | Topp position |
| --------------------------------------------- | ------------- |
| Australiens ARIA Charts                       | 73            |
| Australiens ARIA Urban Singles Chart          | 18            |
| Storbritanniens UK Singles Chart              | 40            |
| Amerikanska Billboard Hot 100                 | 23            |
| Amerikanska Billboard Hot R&B/Hip-Hop Songs   | 9             |
| Amerikanska Billboard Hot Dance Singles Sales | 3             |